# 情島 (山口県)
情島（なさけじま）は、屋代島（周防大島）の東端の瀬戸ヶ鼻の東隣に位置する防予諸島（周防大島諸島）の島である（伊保田港から東へ約3km）。山口県大島郡周防大島町に属する。
有人島としては山口県では最東部に位置する島であるが、さらに東隣には諸島水道・ミルガ瀬戸を挟んで無人島の諸島（もろしま）がある（山口県の最東端）。

## 地理
- 面積：1.0 km2
- 位置：伊保田港から東へ約3km、周防大島の瀬戸ヶ鼻より、北東へ約0.4 km、本土との距離は1.0kmである。
- 人口：47人[2]
- 世帯数：33世帯

集落は、島の東側の小さな入り江に沿って4か所に分かれている。

## 産業
- 漁業（鯛、鱸などの一本釣り）が中心である。

## 教育
- 周防大島町立情島小中学校 -  2017年度（平成29年度）以降休校中。
1888年（明治21年）に和田村立油田尋常小学校分教場として創立。1959年（昭和34年）には122名の児童生徒数がいたが、2006年（平成18年）末に島内の児童・生徒がいなくなり、以降は島内にあった児童養護施設「あけぼの寮」で暮らす子供達のみが通っていた。2017年（平成29年）3月末をもってあけぼの寮が岩国市に移転し、休校となった[3]。

## 交通
- 周防大島伊保田港より、町営の定期船「せと丸」が1日5往復運航。
- 所要時間は約15分で、本浦集落に定期船乗り場がある。

定期船のドック入りなどにより、ダイヤが一部変更となる場合もあるので注意が必要である。

## その他
- 情島には宿泊施設がない。
- 情島は屋代島（周防大島）の東端の瀬戸ヶ鼻の東隣に位置し、その間には情の瀬戸（串ケ瀬瀬戸）が通る（フェリーの航路となっている）。
- 情島のさらに東隣には諸島（もろじま・無人島）が位置し、その間には諸島水道・ミルガ瀬戸が通り（狭隘だが深度が大きい）、こちらも航路となっている。
- 1976年（昭和51年）7月2日、「機船ふたば機船グレート・ビクトリー衝突事件」が発生した。諸島水道で日本カーフェリーのフェリーふたばとパナマ船籍の貨物船グレート・ビクトリーが衝突し、乗客・乗員15人が死傷したが、島民の献身的な救助活動により犠牲者の数を最小限に食い止めた。諸島水道を望む位置に、のちに犠牲者の慰霊碑として「ふたば海難慰霊之碑」が建てられている。
- 昭和20年代に島民が戦災孤児や年季奉公の少年たちを集め、船の舵とりとして児童労働させていたことが脱走者の保護によって発覚し、「舵子事件」と呼ばれ問題となった[4]。事件は1958年に「怒りの孤島」として映画化された。
- 下松市在住の歌手・北海まさるが、演歌「こころ情島」を歌っている。